# 提爾西特條約

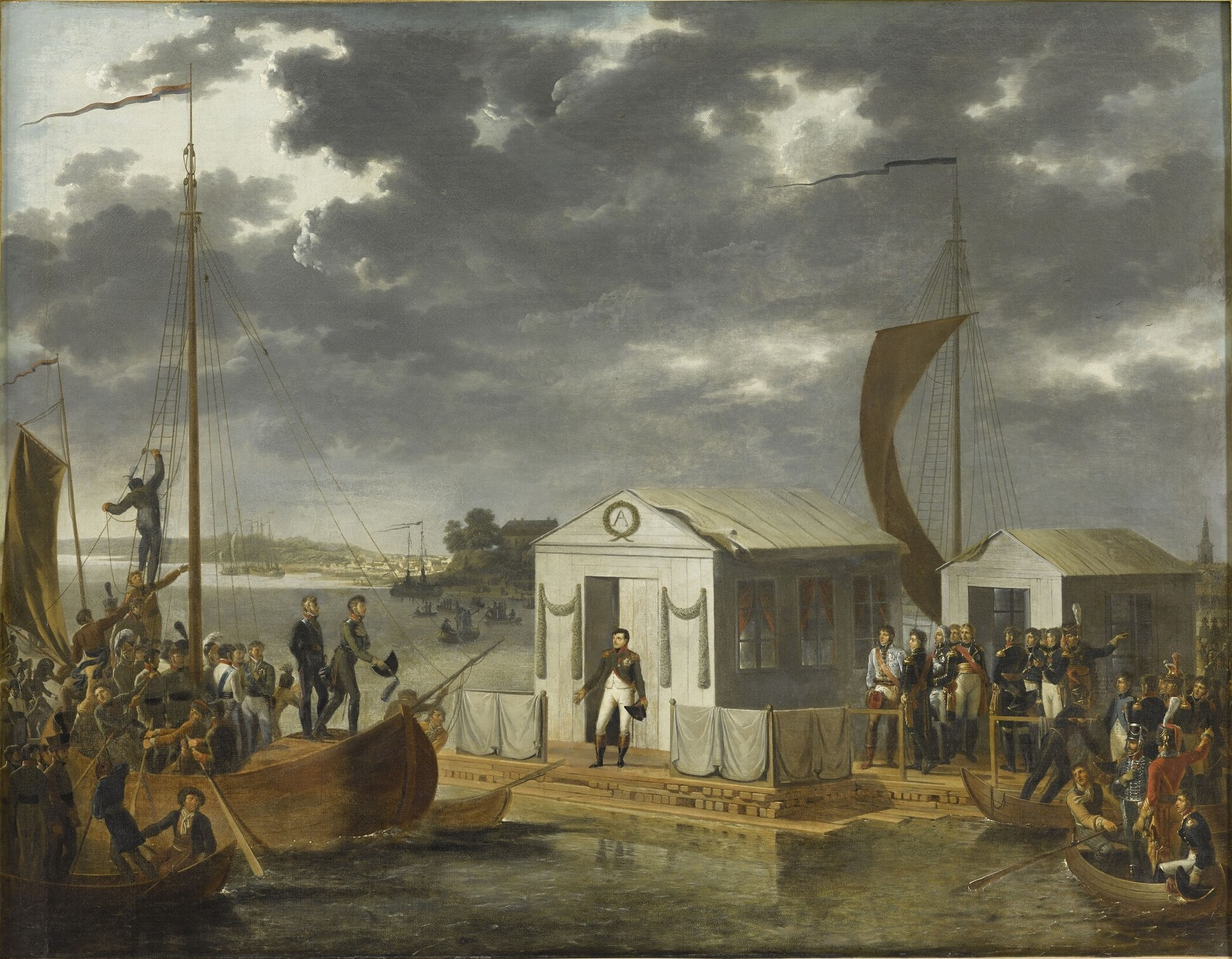
尼曼河中央，兩國皇帝在事先搭好亭子的竹筏上會晤

提爾西特條約（法語：Traités de Tilsit），指的是拿破崙戰爭中法國在提爾西特所簽署的兩個條約之合稱。第一個條約是讓俄羅斯放棄和法國的敵對，促使兩國結盟，法國承諾會支持俄羅斯侵略芬蘭和土耳其；第二個條約是法國迫使普魯士對自己進行巨額的割地賠款，讓普魯士瓜分波蘭的土地幾乎全部喪失。

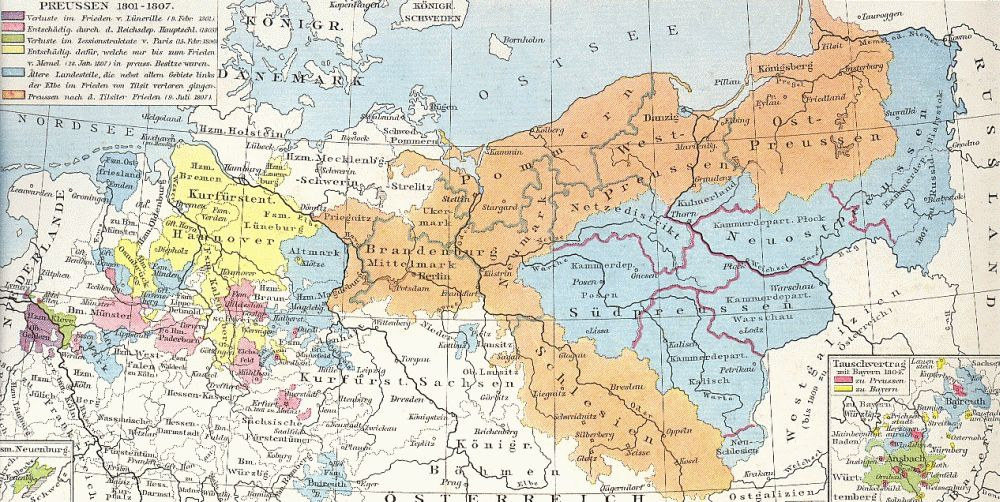
1807年的普魯士，與其在條約中喪失的領土

## 具體內容

### 對俄羅斯的優待
1807年6月，拿破崙在弗里德蘭戰役中成功擊敗普魯士和俄羅斯的聯軍，隨後拿破崙就在7月7日和俄羅斯沙皇亞歷山大一世會面，他們在尼曼河中央的竹筏上進行了暢談，提出了優待俄羅斯的條款，此為第一個條約。7月9日，拿破崙又與普魯士簽訂了第二個條約，剝奪了普魯士的大半領土：科特布斯割讓給薩克森，易北河左岸則分封給新建立的威斯特伐利亞王國，比亞韋斯托克則割給俄羅斯（此舉讓俄羅斯建立了貝洛斯托克州），而普魯士在第二次及第三次瓜分波蘭時所占的領土，則轉交給半獨立的華沙大公國。提爾西特條約結束了法蘭西帝國和俄羅斯帝國之間的戰爭，兩國結成同盟，同時也開始執行幾乎無效的大陸封鎖。
這兩個國家在爭論中秘密地同意互相援助：法國承諾幫助俄羅斯對抗鄂圖曼土耳其帝國，而俄羅斯則同意加入大陸封鎖以對抗大英帝國。拿破崙也說服亞歷山大開啟英俄戰爭，再向瑞典發動芬蘭戰爭，以迫使其參加大陸系統。更具體來講，沙皇同意從俄土戰爭時占領的瓦拉幾亞和摩達維亞撤走。原先被俄國將領烏沙科夫及謝尼亞溫占領的愛奧尼亞群島和卡塔羅，也將移交法國。為了補償沙皇的損失，拿破崙答應讓沙皇的德國親戚統治奧爾登堡公國和其他一些小國。
在條約執行的後期，俄軍開始拒絕遵從拿破崙的指令，尤其是在里斯本事件中，他們更向全歐洲表達此意見。俄國皇室阻擋了拿破崙欲與沙皇的姊妹結婚的計畫。由於沙皇開始允許中立國在俄國港口停靠，兩國的合作在1810年急轉直下。1812年，拿破崙橫越尼曼河，開啟俄法戰爭，終結了同盟的最後希望。

### 對普魯士的羞辱

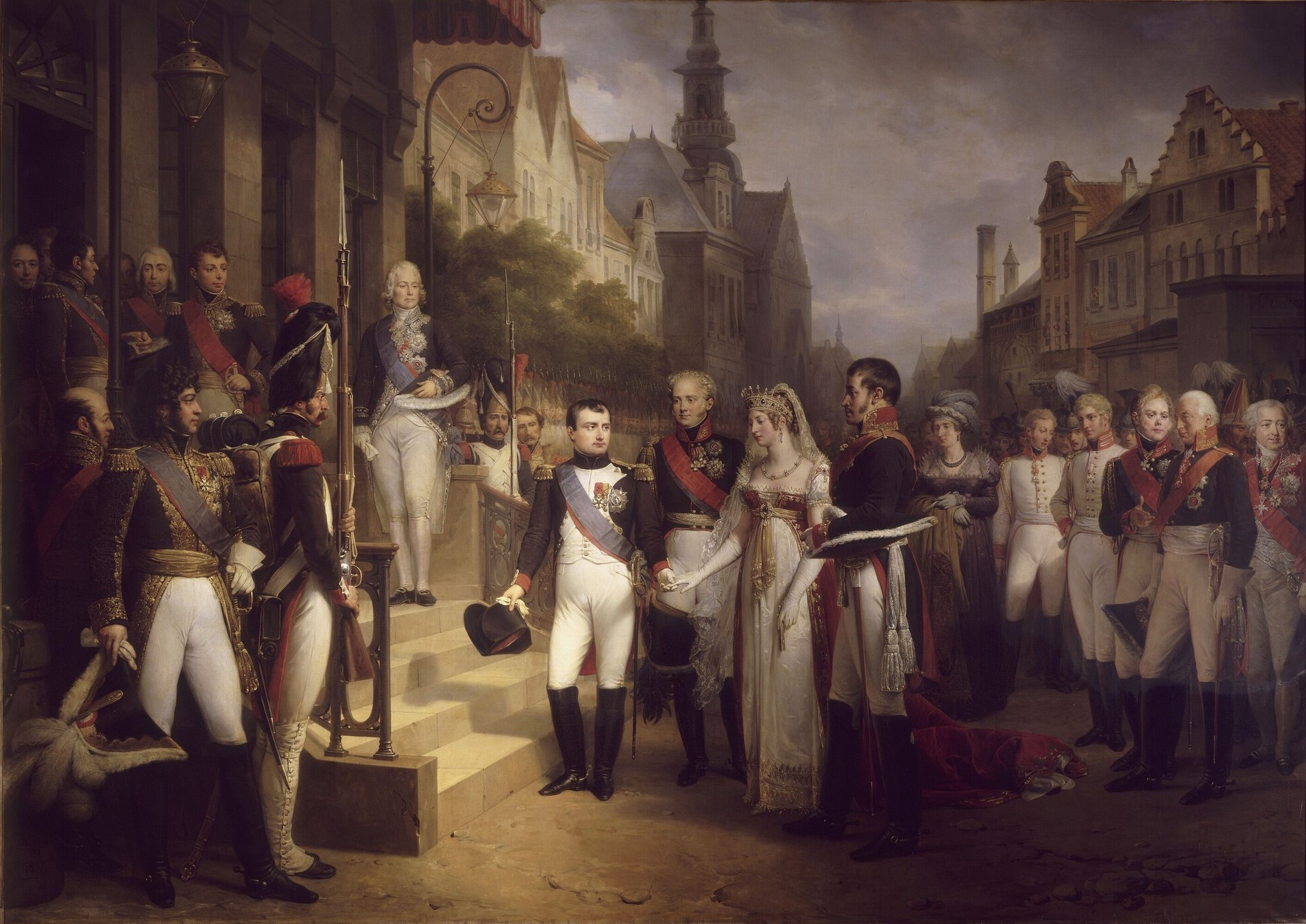
拿破崙、亞歷山大一世、露易絲王后與腓特烈·威廉三世在提爾西特會談

與普魯士簽訂的條約則此外，普魯士還被迫削減軍力至四萬人，並罰款一億法郎。塔列蘭曾建議拿破崙應簽訂溫和的條款，但遭拒絕；該條約也標誌著一個重要階段：他開始疏遠皇帝。許多普魯士和俄羅斯的觀察家都認為，該條約不但不平等，同時也是污辱。對普魯士而言，這份合約則具征服性，使普魯士領土縮小1/3、承擔1.2億法郎的賠款，霍亨索倫王朝所統治的普魯士從一等大國淪為三流國家。
提爾西特條約的規定下，普魯士損失了近半的領土。原先統治的一千萬人，不足五百萬人居住在普魯士新的國界內。原先每年達四千萬的稅收，亦下降了極大的比例；因為割讓出去的省份，正是那些是最富有和最肥沃的部分，且占原先總稅收極大比例。另外，普魯士在瓜分波蘭時所得到的領土也幾乎全被奪走。普魯士前盟友薩克森則接收了這些領土；以及東方有力的盟邦俄羅斯更是得到包含二十萬人人口的領土。以下是提爾西特條約強迫普魯士割讓的領土：
| 威斯特伐利亞屬地                               | 德哩 | 人口    |
| ---------------------------------------------- | ---- | ------- |
| 馬克伯爵領地（含埃森、維爾登、利普施塔特等地） | 51   | 148,000 |
| 明登公國                                       | 18.5 | 70,363  |
| 拉文斯贝格伯国                                 | 16.5 | 89,938  |
| 林根及泰克倫堡                                 | 13   | 46,000  |
| 克莱沃公国及萊茵河右岸                         | 20.5 | 54,000  |
| 東菲士蘭公國                                   | 56.5 | 119,500 |
| 明斯特公國                                     | 49   | 127,000 |
| 帕德博恩公國                                   | 30   | 98,500  |
| 下薩克森屬地                                   | 德哩 | 人口    |
| 馬格德堡及易北河左岸                           | 54   | 160,000 |
| 曼特菲爾德市                                   | 10   | 27,000  |
| 哈爾伯施塔特親王國                             | 26.5 | 101,000 |
| 霍亨斯坦市                                     | 8.5  | 27,000  |
| 奎德林堡                                       | 1.5  | 13,400  |
| 希爾德斯海姆及戈斯拉爾公國                     | 40   | 114,000 |

### 對奧地利的影響
對奧地利而言，萊茵邦聯從兩側包圍之，實質上讓奧地利陷入兩面作戰的窘境。